# Église Saint-Nicolas de Saint-Jorioz
L'église Saint-Nicolas de Saint-Jorioz est une église catholique française, située dans le département de la Haute-Savoie, dans la commune de Saint-Jorioz. L'église est placée sous le patronage non de saint Jore, mais de saint Nicolas.

## Historique
L'ancienne église de Macellum-Mezel, l'ancien nom de Saint-Jorioz, était construite dans la partie la plus proche du lac, en zone humide. Le lieu reste mentionné par le toponyme « Vieille Église », où subsiste aujourd'hui une croix. Il semble toutefois que le lieu-dit « Tavan » soit plus ancien avec notamment la présence d'une chapelle dite « Vieille ». Il s'agissait d'une église prieurale, puisque Macellum-Mezel accueille un prieuré bénédictin (voir Prieuré de Saint-Jorioz).
L’église actuelle a été construite pour résoudre les problèmes d'insalubrité de l’ancienne église ainsi que de manque de place dans cette dernière. La première pierre est posée en 1885, alors que l'ancienne église est détruite.
Déjà à l'ordre du jour en 1853, le conseil municipal décide en 1883 d'une nouvelle construction. L’édifice et son presbytère sont dessinés par l’architecte Jean Denarié,  reprenant le style néogothique. Elle construite à partir de 1885, puis consacrée en 1897.
Les vitraux furent réalisés par l'entreprise Veuve Charles Champigneule, de Bar-le-Duc.
La première messe se déroule le 31 octobre 1886.
En 1899, l'église subit des dégâts lors d'un orage. Puis le 23 février 1935, le clocher et sa flèche subirent de gros dommages occasionnés par une tornade, puis fut reconstruite en plus bas.

## Description

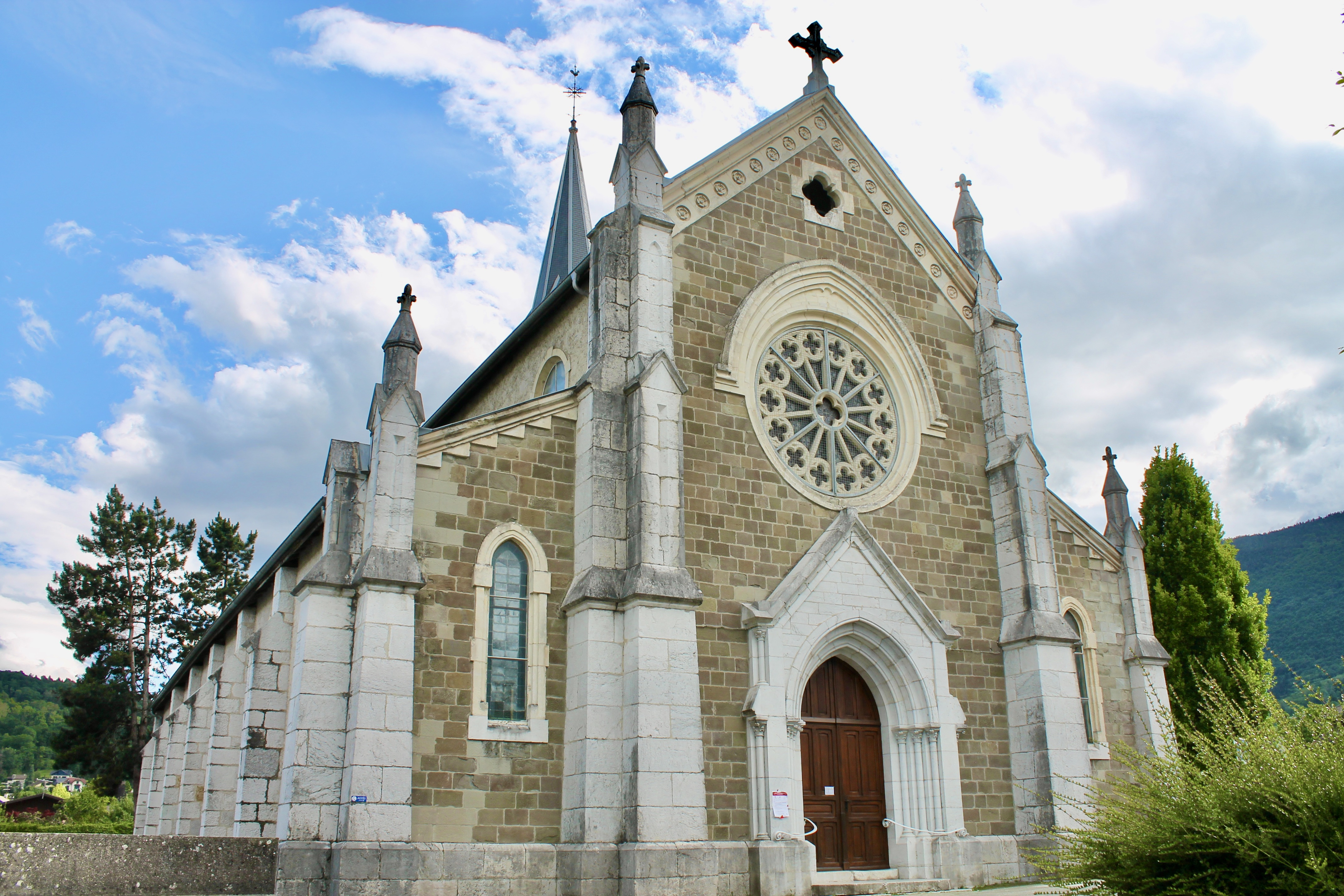
Portail de l'église Saint-Nicolas.

## Dévotion
L'église possède des reliques de saint Jorius dans une châsse, située au fond du bâtiment.
L'église a fait l'objet d'un pèlerinage dédié à saint Nicolas.

## Protection
Une statue de La Vierge allaitant l'enfant de la fin du XVe siècle, début XVIe siècle, et une cloche dite Marie du XVIe siècle, sont classés par les Monuments historiques, respectivement depuis 1936 et 1943.

## Sources et références
1. 1 2 3 4 5 6  Henri Baud, Jean-Yves Mariotte, Jean-Bernard Challamel, Alain Guerrier, Histoire des communes savoyardes. Le Genevois et Lac d'Annecy (Tome III), Roanne, Éditions Horvath, 1981, 422 p. (ISBN 2-7171-0200-0), p. 191-192.
2. 1 2 3 4  Y. Juge et H. Massein, Saint-Jorioz : deux siecles d'un village savoyard, Éditions Tissot, 1979, 105 p., p. 46.
3. ↑  Françoise Dantzer, Les Bauges : Terre d'art sacré, La Fontaine de Siloé, coll. « Les Savoisiennes », 2005, 251 p. (ISBN 978-2-84206-272-9, lire en ligne), p. 80.
4. ↑  Jean Prieur et Hyacinthe Vulliez, Saints et saintes de Savoie, La Fontaine de Siloé, 1999, 191 p. (ISBN 978-2-84206-465-5, lire en ligne), p. 41.
5. ↑  Françoise Dantzer, Les Bauges : Terre d'art sacré, La Fontaine de Siloé, coll. « Les Savoisiennes », 2005, 251 p. (ISBN 978-2-84206-272-9, lire en ligne), p. 20.
6. ↑  « Œuvres mobilières de Saint-Jorioz », sur la plateforme ouverte du patrimoine, base Palissy, ministère français de la Culture.